# Moses Wolf Goldberg
Moses Wolf Goldberg (Rūjiena, 30 juni 1905 – Montclair, 17 februari 1964) was een Joods-Estische scheikundige die in 1949 samen met Leo Sternbach een proces ontwikkelde voor de synthese van biotine (vitamine B).

## Biografie
Moses Wolf Goldberg werd geboren in Rūjiena, in het huidige Letland, maar verhuisde op jonge leeftijd naar Võru in het zuidoosten van Estland. Tussen 1923 en 1924 studeerde hij wetenschappen en wiskunde aan de Universiteit van Tartu. Nadien studeerde hij aan het ETH Zürich, alwaar hij het diploma van scheikundig ingenieur ontving. Goldberg vervolgde zijn studies met een doctoraat onder Nobelprijswinnaar Lavoslav Ružička. In 1931 ontving hij zijn doctorstitel na promotie op een thesis over de synthese van efedrine-achtige verbindingen. In 1940 kreeg Goldberg de Wernerprijs van de Zwitserse Scheikundige Vereniging toegekend.
Door het toenemende antisemitisme in Europa zag Goldberg zich samen met enkele andere Joodse wetenschappers in 1942 genoodzaakt uit te wijken naar de Verenigde Staten. Daar betrok hij een positie bij het Zwitserse farmacieconcern Hoffmann-La Roche. In dat bedrijf werkte hij aan de synthese van organische verbindingen, waaronder biotine en antibiotica. Een groot deel van zijn werk werd gepatenteerd.